# Tifón Oliwa

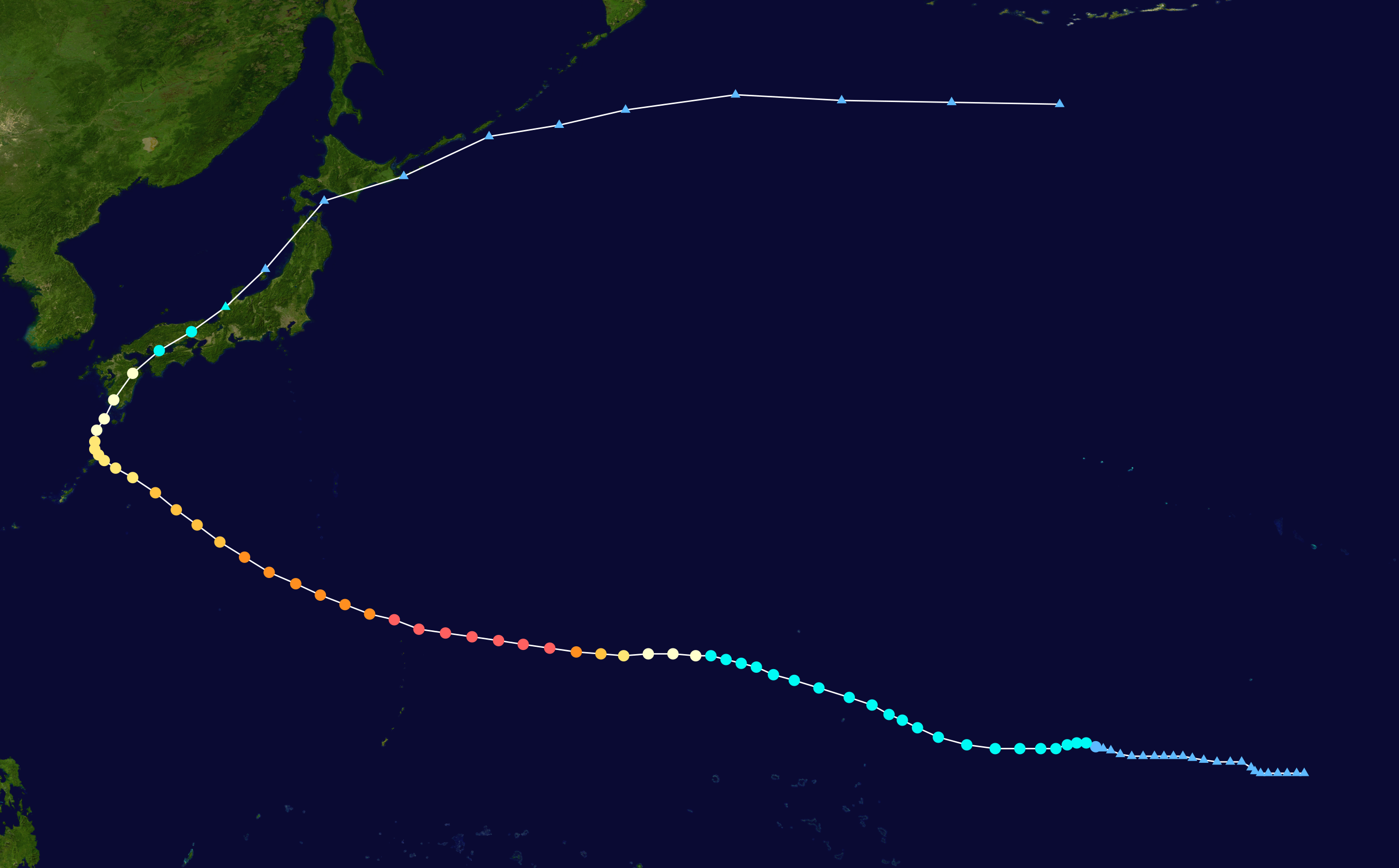
Trayectoria del tifón Oliwa

El tifón Oliwa (designación internacional: 9719, designación JTWC: 02C) fue uno de los once supertifones en la temporada de tifones de 1997.

## Descripción
Se formó en el Pacífico central el 2 de septiembre al suroeste de Hawái, pero se convirtió en un tifón en el Pacífico occidental. El Oliwa se intensificó explosivamente el 8 de septiembre incrementando su velocidad de vientos de 140 km/h a 260 km/h en un período de 24 horas. Después, se debilitó gradualmente luego de pasar al este de Okinawa, posteriormente, el Oliwa giró al noreste e impactó a Japón con vientos de 130 km/h. En ese lugar, afectó a 30.000 personas y mató a 13; cientos de casas resultaron inundadas y otras más fueron destruidas. Cerca de las costas de Corea del Sur, los vientos y las olas ciclónicas destruyeron a 28 botes, mientras que un bote desapareció con 10 personas a bordo. El tifón Oliwa se disipó el 19 de septiembre en el Pacífico norte, cerca de la línea internacional de cambio de fecha.